# Matej Kornel Hell
Matej Kornel Hell (niem. Matthäus Cornelius Höll/Hell, węg. Hell Mátyás Kornél) ur. w 1653 r. w Hornim Slavkowie lub Kremnicy – zm. 4 listopada 1743 r. w Bańskiej Szczawnicy – inżynier górniczy pochodzenia niemieckiego lub czeskiego, działający na Węgrzech, na terenach dzisiejszej Słowacji, konstruktor, wynalazca, główny strojmajster w kopalniach srebra i złota w Bańskiej Szczawnicy. Był ojcem Jozefa Karola Hella, również inżyniera górniczego oraz Maksymiliana Hella - jezuity, wybitnego astronoma i matematyka.
Nie znamy dokładnej daty jego urodzenia. Nie wiemy nawet gdzie się urodził: większość źródeł podaje albo Horní Slavkov w Czechach (niem. Schlaggenwald) albo Kremnicę. Starsze źródła wymieniają inną czeską miejscowość - Ostrov nad Ohří (niem. Schlackenwerth). W Bańskiej Szczawnicy pojawił się najprawdopodobniej w 1693 r. Najpierw na krótko znalazł się w służbach u księcia Fürstenberga, który w ramach umowy zawartej z Komorą Górniczą prowadził prace zmierzające do budowy systemu odwodnienia bańskoszczawnickich kopalń. W 1694 r. Hell został zatrudniony już wprost w Komorze Górniczej.
W tym czasie głównym problemem z którym borykała się Komora były podziemne wody, zalewające kopalnie. Ich ilość była tak duża, że wielkość energii potrzebnej do ich wypompowywania znacznie przekraczała możliwości kołowrotów napędzanych siłą zwierząt. Kopalniom groziło zatopienie zarówno na skutek toczącego się powstania Rakoczego (niedobór koni, rekwirowanych do celów wojskowych) jak i wiedeńskiej Komory Dworskiej, nieskłonnej inwestować w przedsięwzięcie skazane na niepowodzenie.
Hell uznał, że pożądaną ilość energii zapewni napęd wodny. Ponieważ jednak większość bańskobystrzyckich kopalń znajdowała się dość wysoko, w rejonach działów wodnych, gdzie nie było większych rzek, zaprojektował unikalną sieć kanałów zbiorczych, zbierających wodę nawet z najdrobniejszych cieków wodnych. Woda ta była następnie gromadzona w sztucznych zbiornikach wodnych z niemiecka zwanych tajchami, z których kanałami odpływowymi prowadzono ją do napędu kół wodnych. M. K. Hell m.in. wybudował Wielkie Jezioro Vindszachtskie (dziś Vindšachtské jazero), przebudował i powiększył Dolne Jezioro Vindszachtskie (słow. Spodná Vindšachtská, dziś Suchý tajch), wybudował także zbiorniki: Górnohodruszski (słow. Horný Hodružský) i Evičkino jazero. Dzięki energii zakumulowanej w tych zbiornikach 7 zespołów pompowych (tzw. z niem. stangenkunstów, konstruowanych m.in. przez syna M. K. Hella – Jozefa Karola Hella) nie tylko zapewniło odwadnianie działających zakładów górniczych, ale wyczerpało całą wodę z wielu zatopionych i opuszczonych już kopalń. Wodę napędzającą koła wodne pomp wraz z wodą wypompowaną z głębi ziemi prowadzono następnie na kolejne, niżej położone koła, napędzające stępy do rozdrabniania rudy czy miechy wtłaczające powietrze do pieców hutniczych.
Do końca drugiej dekady XVIII w. stworzony przez Hella system hydrotechniczny uchronił bańskoszczawnickie kopalnie przed zatopieniem, a wprowadzenie ekonomicznego źródła energii doprowadziło do ponownego wzrostu zysków przez nie przynoszonych. Dzieło M. K. Hella w zakresie rozwoju bańskoszczawnickiego systemu hydrotechnicznego kontynuował później Samuel Mikovíni.